# Fijnheid
De fijnheid {\displaystyle f} is de verhouding tussen de weerstandskracht ({\displaystyle F_{x}}) en de draagkracht ({\displaystyle F_{z}}) van een vleugelprofiel, een vleugel of een vliegend tuig met zweefcapaciteiten. Nuttiger is evenwel de omgekeerde {\displaystyle 1/f} als het over een goed begrip van de aerodynamische werking gaat. Als de fijnheid groter wordt, wordt de vleugel fijner en de waarde van {\displaystyle f} kleiner.

## Krachten
De fijnheid is:
{\displaystyle f={\frac {F_{x}}{F_{z}}}}
met:
{\displaystyle F_{z}={\tfrac {1}{2}}\cdot \rho \cdot A\cdot v^{2}\cdot C_{z}}
{\displaystyle F_{x}={\tfrac {1}{2}}\cdot \rho \cdot A\cdot v^{2}\cdot C_{x}}
Hoe op een vleugel deze krachten ontstaan, is te vinden in vleugel. Hoe groot deze krachten zijn, wordt aerodynamisch aangetoond in gespecialiseerde literatuur.
Zowel drag als lift zijn functie van de soortelijke massa (ρ) van het medium. In het geval van de lucht is dit ±{\displaystyle 1,23kg/m^{3}}.
{\displaystyle F_{z}} en {\displaystyle F_{x}} zijn eveneens afhankelijk van de snelheid waarmee de vleugel door de lucht beweegt. Dit is de relatieve luchtsnelheid. Relatief omdat deze ten opzichte van de vleugel is.
Anderzijds beïnvloedt de oppervlakte van de vleugel (A), het planvorm, de beide waarden.
Naast deze bevatten beide formules ook nog een specifieke coëfficiënt die aerodynamisch interessant is. De coëfficiënt groepeert alle andere parameters die niet voorkomen in de formule, maar die een invloed uitoefenen op de weerstand en de draagkracht.

## Rendement
De wijze waarop een vleugel gebruikt wordt, hangt van de verhouding van de lift ten opzichte van de weerstand. Een grotere draagvermogen bij gelijkblijvende weerstand resulteert in meer gewicht voor hetzelfde motorvermogen. De weerstand bepaalt het vermogen dat de motor moet leveren en het daaraan gelinkte verbruik. Concreet houdt dit in dat de verhouding, het rendement ({\displaystyle \eta }), stijgt.
Anderzijds er bij hetzelfde draagvermogen minder weerstand is, dan kan evenveel gewicht meegenomen worden bij minder motorvermogen en dito verbruik. Ook in dit geval stijgt dus η. In beide gevallen is het rendement η geoptimaliseerd.
Dit vertaalt zich in formulevorm als:
{\displaystyle \eta ={\frac {F_{z}}{F_{x}}}}
of
{\displaystyle \eta ={\frac {C_{z}}{C_{x}}}}
Daarmee is het rendement = 1 / fijnheid:
{\displaystyle \eta ={\frac {1}{f}}}
Hoe kleiner dus de fijnheid of hoe fijner het vleugelprofiel hoe beter het rendement.

## Optimalisatie

### Fijnheid bij profielen
De waarde van de fijnheid bij een profiel hangt dus alleen van de profielkenmerken af die terug te vinden zijn in de coëfficiënten
Cz & Cx → f{α, d, f, Re,vorm,:{\displaystyle \nu }, oppervlakteruwheid μ , ...}
Bij een profiel is een zeer voorname factor de parasitaire weerstand die de fijnheid beïnvloedt. Dus als deze stijgt, verkleint het rendement.

### Fijnheid bij vleugels

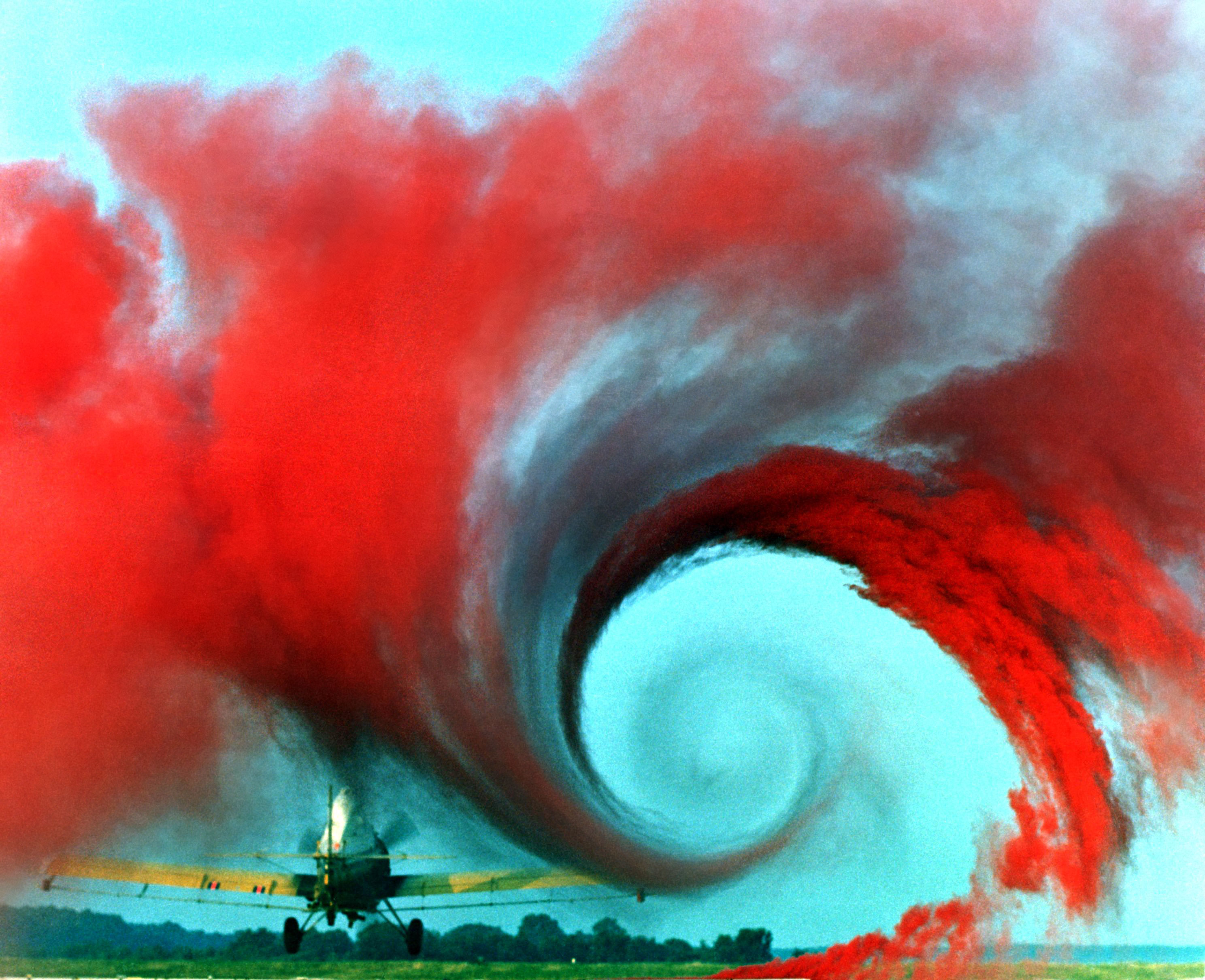
Luchtwervel of vortex zichtbaar gemaakt met gekleurde rook

Bij een gehele vleugel, een samenvoeging van oneindig aantal profielen, komen bij de kenmerken van het profiel nog de vleugelkenmerken. Vleugelkenmerken volgen uit de vleugelvorm of planvorm. De oorsprong hiervoor is terug te vinden in de geïnduceerde weerstand die boven op de parasitaire weerstand komt. De geïnduceerde weerstand is gevolg van de vortex aan de vleugel tippen. De invloed daalt als een vleugel smaller (koorde kleiner) en wijder (grotere spanwijdte) wordt. Hoe smaller en wijder de vleugel, hoe groter de fijnheid.

### Fijnheid bij vliegende tuigen met zweefcapaciteiten
Waar bij een profiel of een vleugel de fijnheid nog op een algemeen wetenschappelijke basis benaderd kon worden, is dit niet meer mogelijk op een vliegend toestel. De diversiteit is te groot om dit nog algemeen te stellen en moet per toestel beoordeeld worden:
- vliegtuig, fijnheid beïnvloed door onder meer romp, verticaal staartvlak en landingsgestel
- paramotor, fijnheid beïnvloed door onder meer schermlijnen, rugmotor en lichaam persoon
- DPM, fijnheid beïnvloed door onder meer de structuur, kader en buizen

Meten is hierbij eigenlijk de meest eenvoudige methode om de uiteindelijke fijnheid te kennen.

## Glijgetal
Het glijgetal {\displaystyle G}' (Engels: glide ratio, maar let op Frans: finesse) is het omgekeerde van de fijnheid of één over de fijnheid. Het glijgetal is hierdoor ook de verhouding tussen de horizontale afgelegde en de verticaal afgelegde afstand in dezelfde tijdspanne of ook een verhouding van snelheden.
Het glijgetal is alleen afhankelijk van de vleugel en niet van het gewicht. Dat volgt uit de fijnheid, een formule waarin het gewicht niet voor komt. Het glijgetal is de facto een natuurconstante eigen aan de vleugel.
Het maximum glijgetal verschilt per configuratie, zoals vleugelkleppen, invalshoek. Dit glijgetal is de kwaliteit in de beste configuratie en zonder wind.

Omdat zowel in de horizontale als in verticale snelheid van de vleugel hetzelfde tijdselement zit, is het glijgetal ook gelijk aan de verhouding van de snelheden.

### Een voorbeeld
Als bij een zweefvliegtuig op zekere hoogte het toestel in horizontale vlucht is en de stuurknuppel in de neutrale stand wordt geblokkeerd, dan zoekt het zweefvliegtuig naar het grootste rendement en wordt de kleinste glijhoek aangenomen.

### Wiskundig verband
De fijnheid is de tangens van de glijhoek:
{\displaystyle f=\tan \gamma }
{\displaystyle \gamma =\mathrm {atan} f}

## Grootteorde
Hieronder enkele waarden voor het glijgetal, fijnheden en glijhoeken.
"{| class="wikitable"
! Item
! Fijnheid
! glijgetal
! glijhoek
|-
| Baksteen || ∞ || 0 || 90°
|-
| Valscherm || ∞ || 0 || 90°
|-
| Glijscherm || 0,3 → 0,13 || 3 → 8 || 20° → 8°
|-
| Helikopter - Gyrocopter || ∞ → 0,3 || 0 → 3 || 90° → 20°
|-
| DPM || 0,2 → 0,13 || 5 → 8 || 12° → 8°
|-
| ULM - sportvliegtuig|| 0,14 → 0,08 || 8 → 12 || 8° → 4°
|-
| Passagiersvliegtuig || 0,075 → 0,05 || 15 → 20 || 4° → 3°
|-
| Zweefvliegtuig || 0,05 → 0,02 || 20 → 60 || 3° → 1°
|}

## Synomiemenlijst
Een aantal termen worden in de aerodynamica vaak door elkaar gebruikt om hetzelfde aan te duiden.
| Term             | Synoniemen |           |
| ---------------- | ---------- | --------- |
| Draagkracht      | Lift       | Hefkracht |
| Weerstandskracht | Drag       | Weerstand |